# 大阪スポーツ

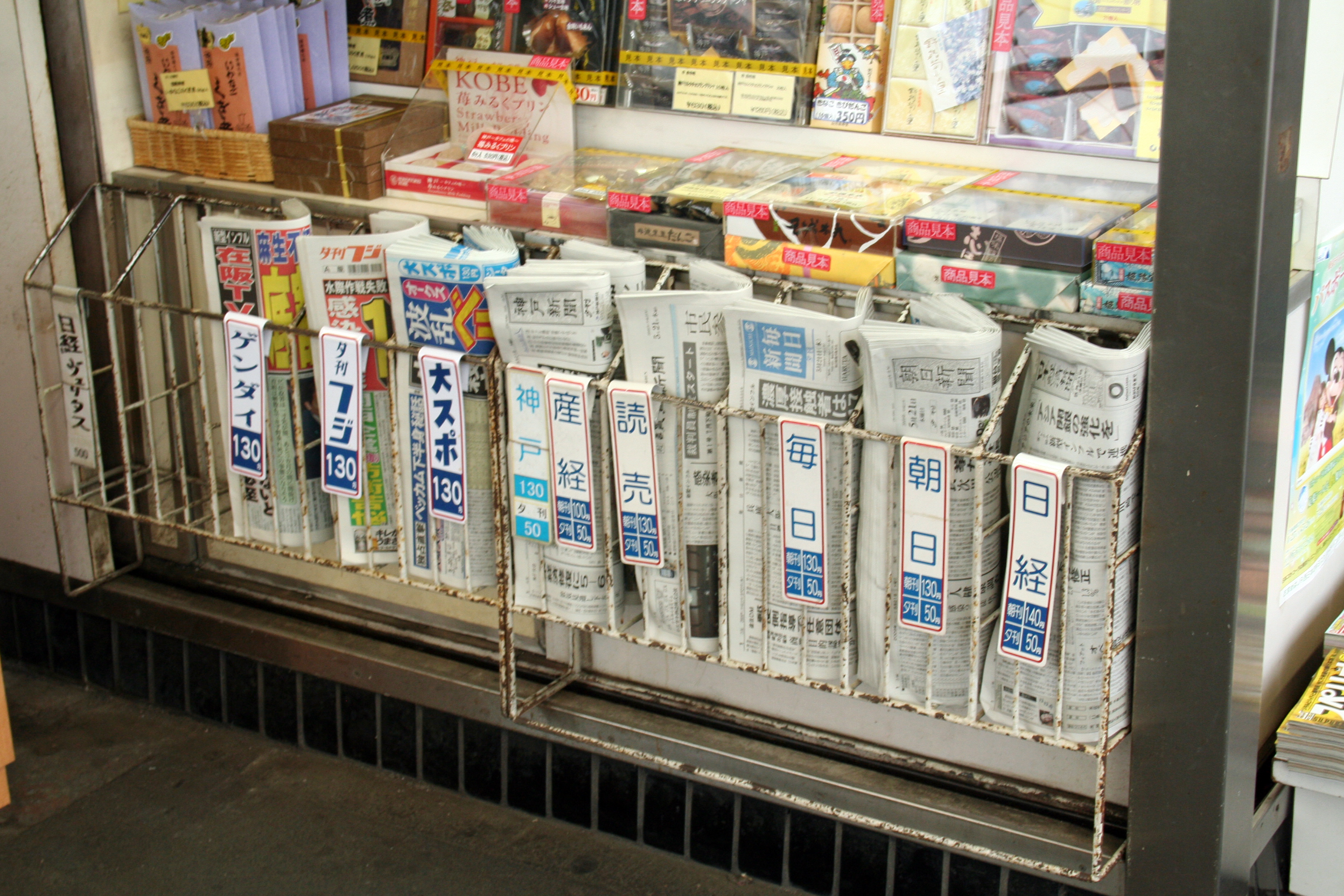
駅売店に陳列される大スポを含む販売用新聞各紙（兵庫県姫路市・姫路駅）

大阪スポーツ（おおさかスポーツ）は、東京スポーツ新聞社の関西支社（大阪府大阪市北区）から発行されている夕刊紙である。東京スポーツ（東スポ）の関西・中四国版。通称「大スポ（ダイスポ）」。
1964年（昭和39年）5月創刊。日曜は原則休刊するが、中央競馬が3日間開催で翌月曜日の競走の確定枠順を報じる場合は大スポの独自編集による特別版を発行する。また祝日は東スポ・中京スポーツが休刊するのに対し、大スポは特別版を発行して翌日を休刊とする。

## 概要
大阪府では、大阪新聞（現・産経新聞大阪本社版夕刊）、大阪日日新聞など地元夕刊紙が長年に渡り強みを発揮していたが、大スポは、太平洋戦争終戦後初めての東京系夕刊紙として創刊された。その後、夕刊フジ（大阪発祥の産業経済新聞社が東京で創刊）、日刊ゲンダイも大阪で印刷・発行するようになった。1991年から2002年にかけて、地元夕刊紙が相次いで休廃刊（大阪日日新聞は朝刊に移行）してからは、大阪府の夕刊紙では最多発行部数である。
創刊当初は大阪府豊中市の大阪日刊スポーツ新聞社（現：日刊スポーツ新聞西日本）内に編集局を置き、同所にあった日刊オフセット社の輪転機で印刷されていたが、後に編集局のみ大阪・梅田の大阪駅前第3ビルに移動。その後東スポと毎日新聞グループとの提携関係に合わせて、堺市堺区にある毎日の印刷子会社高速オフセット堺工場ビルに移転した。2020年（令和2年）4月、東スポグループで唯一、全域で朝刊として発行している西部支社版九州スポーツの紙面編集を大スポと統合した。

記事内容は、公営競技面、テレビ欄（後述の通り2018年3月以後休載）、一部の特集記事を除いて東スポと共有。このため基から東京都江東区越中島の東京スポーツ新聞社本社で大半の紙面が制作されていた。関西支社では中央競馬面（『競馬ダイスポ』）を独自に制作していたが、JRAが施行する全競走（1日最大36レース）の馬柱掲載で集約が可能となったため、2019年（令和元年）7月26日付より東スポと共有化され、本社制作に移行した。最後まで残った地方競馬・競艇・競輪の出走表の制作も2022年（令和4年）4月から本社で一括して行うことになり、東スポ関西支社は営業・広告および中央競馬（栗東）・兵庫県競馬に出入りする競馬担当記者の管理のみとなって梅田の大阪駅前第1ビル4階に再度移転した。なお、大スポの印刷は引き続き高速オフセット社堺工場が行う。

## 対象地域
滋賀県、京都府、大阪府、兵庫県、奈良県、和歌山県、鳥取県、島根県出雲（松江市・出雲市など）・隠岐地方（隠岐諸島）、岡山県、広島県備後地方（福山市・尾道市など）、徳島県、香川県、愛媛県、高知県と三重県伊賀（伊賀市・名張市）・東紀州地方（熊野市・南牟婁郡御浜町・紀宝町）。
- 三重県の北勢地方（四日市市・桑名市など）・中南勢地方（津市・伊勢志摩など）は中京スポーツ、広島県安芸地方（広島市・廿日市市など）と島根県石見地方（浜田市・益田市など）は九州スポーツの管轄エリアとなる。
- 滋賀県湖東地方・（彦根市など）・湖北地方（米原市・長浜市など）はかつて中京スポーツの管轄エリアであったが、現在は大阪スポーツの管轄エリアとなっている。
- 四国地方など、一部の地域は輸送の関係上翌朝販売となる。その他、中京スポーツ、九州スポーツの管轄エリアの一部で、大スポと併売となる販売店も稀にある。

## 番組表
※発行日当日と翌日のそれぞれ18時から深夜の番組表を掲載していたが、2018年3月頃をもって掲載を終了した（同時期に東京スポーツも掲載を終了、中京スポーツは基から未収録。朝刊の九州スポーツのみ現在もテレビ欄がある）。
- フルサイズ - NHKテレビ、MBSテレビ、ABCテレビ、カンテレ、読売テレビ、テレビ大阪
- ハーフサイズ - サンテレビ、KBS京都、NHK BS1、WOWOWプライム、BSスカパー!、釣りビジョン、ファミリー劇場

## 競馬担当記者

### 現在
- 赤城真理子 - 2018年から関西支社レース部でトレセン取材担当。東京本社の三嶋まりえと並ぶ若手女性記者。テレ東・BSテレ東『ウイニング競馬』に三嶋の代役で出演経験あり。
- 石川吉行 - 競馬ニホンからダービーニュースを経て2013年同紙廃刊と同時に移籍。2020年9月12日からラジオ日本『土曜競馬実況中継』（1部前半・関西馬情報コーナー）レギュラー、またラジオNIKKEI『中央競馬実況中継』（第2放送・土曜午前パドック解説、持ち回り制）兼任。
- 宇恵英志 - 2022年サンケイスポーツ大阪本社から移籍。サンスポ在職中は本紙予想も担当した。
- 芝井淳司 - ラジオNIKKEI（第2放送・土曜午前パドック解説、持ち回り制）パドック解説担当。
- 瀬藤治人 - 2004年ホースニュース・馬（園田・姫路版、1986年入社）より移籍。兵庫公営競馬本紙予想担当。園田・姫路競馬パドック解説・展望番組担当（不定期）。
- 難波田忠雄 - 中京第三場開催本紙予想担当。
- 西谷哲生 - ラジオNIKKEI（第2放送・土曜午前パドック解説、持ち回り制）パドック解説担当。
- 松浪大樹 - 西日本主場本紙予想担当。グリーンチャンネル『中央競馬全レース中継』、ラジオNIKKEI（第2放送・土曜午前パドック解説、持ち回り制）兼任。

### 過去
- 上田琢己 - 1989年、関東の専門紙1馬から移籍。「西の仕掛け人」の異名で知られ、2019年5月までラジオNIKKEI（第2放送・日曜）『激穴!3連単予想』コーナー担当。ラジオ日本（日曜2部）「万券請負人」コーナーを歴任。2025年1月6日死去。
- 岡崎翔 - 2018年競馬ニホン廃刊と同時に移籍し兵庫県競馬を担当。2022年、競馬ブック（大阪支社、園田・姫路版）へ再度移籍。
- 杉本博 - 元西日本主場本紙予想担当。
- 明神理浩 - 1992年（平成4年）入社。2023年（令和5年）、日刊スポーツ大阪本社に移籍。
- 米原聡 - 創刊後暫くから2005年に杉本に交代するまで37年もの間西日本主場本紙予想を務め、「関西のドン」の異名を持つ。